# Der Match
Der Match war eine im Auftrag des Schweizer Fernsehens produzierte Doku-Soap, die 2006 und 2008 auf SF zwei ausgestrahlt wurde. Pro Staffel nehmen 18 Schweizer Prominente aus unterschiedlichen Bereichen an einem einwöchigen Fussball-Trainingslager teil, das von Gilbert Gress (Cheftrainer), Urs Schönenberger (Assistenztrainer) und Martin Brunner (Goalietrainer) geleitet wurde.
Den abschliessenden Höhepunkt bildete ein live übertragenes Spiel zwischen dem Prominenten-Team und einer Auswahl ehemaliger Schweizer Nationalspieler.
Der Match wurde von B&B Endemol Shine, einer Tochter von Endemol international, produziert. Das Originalkonzept "The Match" stammt aus England, wo es von der englischen Endemol-Tochterfirma initial entwickelt und bereits mehrfach produziert wurde.

## 2006
Im Jahr 2006 wurde die Sendung vom 25. April bis 6. Juni ausgestrahlt.
Das Spiel gegen die Legenden fand am 1. Juni 2006 im Espenmoos Stadion in St. Gallen statt. Das Prominenten-Team verlor dabei 1:6. Der einzige Torschütze auf der Seite der Prominenten-Auswahl war der Nationalrat Toni Brunner.
Das abschliessende Live-Spiel sahen durchschnittlich 670'000 Zuschauer (Spitzenwert kurz vor Schluss des Spiels: 818'000), was einem Marktanteil von 36 % entsprach.

### Teilnehmer
| - Erkan Aki, Popsänger und klassischer Tenor - Baschi, Popsänger - Renzo Blumenthal, ehemaliger Mister Schweiz - Toni Brunner, Landwirt und SVP-Nationalrat - Nadim Diethelm, ehemaliger Big-Brother-Teilnehmer - Dave Dollé, ehemaliger Leichtathlet - Sven Epiney, Fernsehmoderator - Piero Esteriore, Sänger - Arnold Forrer, Schwinger - Sven Furrer, Kabarettist | - Joris Gratwohl, Schauspieler - Werner Günthör, ehemaliger Kugelstosser - Peter Müller, ehemaliger Skirennfahrer - Leonardo Nigro, Schauspieler - René Rindlisbacher, Kabarettist und Fernsehmoderator - Fabien Rohrer, Snowboardprofi - Rainer Maria Salzgeber, Fernsehmoderator - Stress, Rapper - Marc Sway, Popsänger - Renato Tosio, ehemaliger Nationaltorhüter im Eishockey |

## 2008
Anlässlich der EURO 2008 wurde die Sendung 2008 erneut durchgeführt. Das Spiel gegen die Legenden fand am 29. Mai im Stadion Allmend in Luzern statt und endete 1:2 (Torschützen: Renzo Blumenthal, 47. Min. 1:0, Stéphane Chapuisat, 55. Min. 1:1, Georges Bregy, 76. Min. 1:2). Gemeinsam mit den Legenden trat das Promiteam am 5. Juni in Altach gegen eine Auswahl der österreichischen Sendung Das Match an. Das Spiel gewannen die Österreicher mit 4:2, obwohl die Schweizer besser eingeschätzt worden waren.

### Teilnehmer
| - Erkan Aki, Popsänger und klassischer Tenor - Baschi, Popsänger - Renzo Blumenthal, ehemaliger Mister Schweiz - Paulo Balicha, Thaiboxer - Nadim Diethelm, ehemaliger Big-Brother-Teilnehmer - Dave Dollé, ehemaliger Leichtathlet - Mario Fehr, Politiker - Christian Hinterberger, ehemaliger Teilnehmer der TV-Show Pfahlbauer von Pfyn - Carl Hirschmann, Geschäftsführer des Zürcher Clubs Saint Germain - Sven Furrer, Kabarettist | - Joris Gratwohl, Schauspieler - Michel Zeiter, Eishockeyspieler - Stephan Meier, Beachsoccer Profi - Leonardo Nigro, Schauspieler - Sir Colin, Hip-House-DJ - Renato Tosio, ehemaliger Nationaltorhüter im Eishockey - Tobias Rentsch, ehemaliger Mister Schweiz - Noah Veraguth, Musiker der Band Pegasus - Michael Schumacher, Formel-1-Profi - Ugur Yavuz, ehemaliger Ringer im Nahkampf Thaiboxer |